# Плехановка (деревня)
Плехановка — деревня в Тербунском районе Липецкой области России. Входит в состав Тербунского сельсовета.

## География
Деревня находится в юго-западной части Липецкой области, в лесостепной зоне, в пределах Среднерусской возвышенности, на берегах ручья Холопчик (приток реки Олым), к юго-западу от села Тербуны. Абсолютная высота — 200 метров над уровнем моря.
Климат умеренно континентальный с теплым летом и умеренно морозной зимой. Годовое количество осадков — 450—500 мм. Средняя температура января составляет −9,5°, июля — +19,5°.
Часовой пояс
Деревня Плехановка, как и вся Липецкая область, находится в часовой зоне МСК (московское время). Смещение применяемого времени относительно UTC составляет +3:00.

## Население
| 2009 | 2010 |
| ---- | ---- |
| 143  | ↘121 |

Гендерный состав
По данным Всероссийской переписи населения 2010 года в гендерной структуре населения мужчины составляли 44,6 %, женщины — соответственно 55,4 %.
Национальный состав
Согласно результатам переписи 2002 года, в национальной структуре населения русские составляли 98 % из 145 чел.

## Улицы
Уличная сеть деревни состоит из трёх улиц.